# Katachreza (językoznawstwo)
Katachreza (z gr. κατάχρησις katákhrēsis – "nadużycie"), abusio (z łac. abūsiō) –  nowe użycie wyrazu, które rozszerza jego stosowalność semantyczną. Dzięki takiemu rozszerzeniu stosowalności semantycznej można zastosować nazwę pewnego zjawiska do utworzenia nazwy  innego zjawiska, przeważnie w jakiś sposób analogicznego, np. gałąź rodu, ucho filiżanki, oczko w pończosze. Niektóre grupy wyrazów mają szczególną zdolność do takiego rozszerzenia znaczenia, w europejskim kręgu kulturowym są to często nazwy części ciała ludzkiego, od których tworzy się nazwy przedmiotów nieożywionych przez analogię kształtu lub funkcji.